# Károly Makk

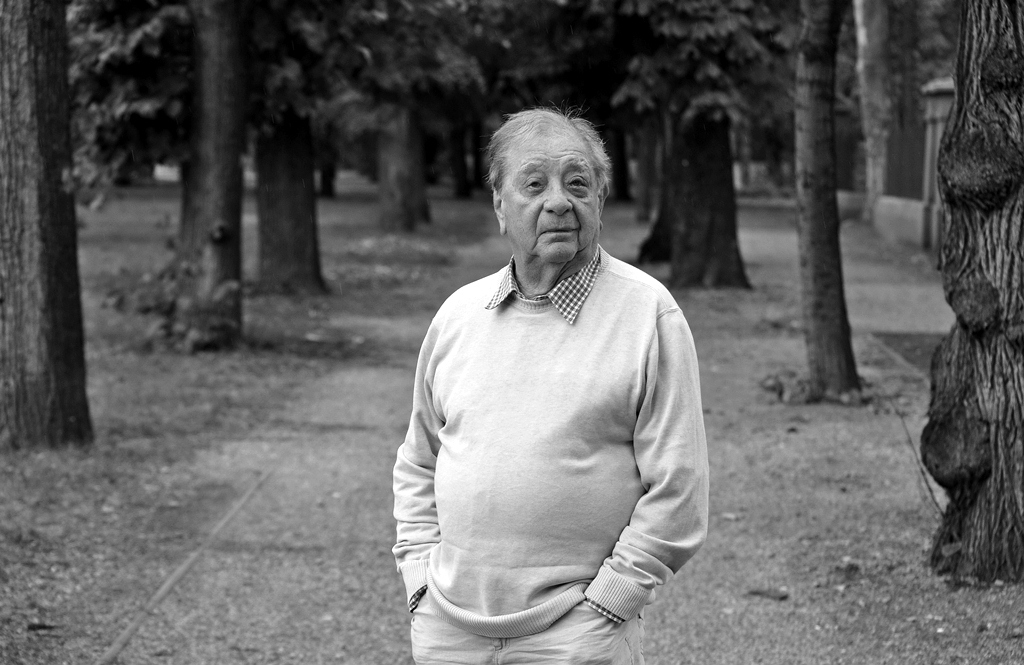
Károly Makk (2012)

Károly Makk (* 22. Dezember 1925 in Berettyóújfalu; † 30. August 2017) war ein ungarischer Filmregisseur und Drehbuchautor. Von ihm stammen unter anderem die Filme Der andere Blick, der von einer lesbischen Liebe in der Zeit nach 1956 erzählt, und Liebe (Szerelem). Sein Film Macskajáték wurde 1975 als bester fremdsprachiger Spielfilm für einen Oscar nominiert. Fünf Mal standen seine Filme bei den Internationalen Filmfestspielen von Cannes im Wettbewerb um die Goldene Palme. Sein Schaffen als Regisseur seit Beginn der 1950er Jahre umfasst mehr als 45 Film- und Fernsehproduktionen. Zuletzt trat er 2010 als Regisseur und Drehbuchautor in Erscheinung.

## Filmografie (Auswahl)
B = Drehbuch, R = Regie, P = Produktion
- 1954: Liliomfi – (R)
- 1958: Das Haus unter den Felsen (Ház a sziklák alatt) – (R)
- 1960: Oh, diese Untermieter (Fűre lépni szabad) – (R)
- 1961: Die Besessenen
- 1963 Das verlorene Paradies (Elveszett paradicsom) – (R, B)
- 1964: Majestät auf Abwegen (Mit csinált felséged 3-tól 5-ig?) – (R)
- 1967: Wolkenlose Ferien (Bolondos vakáció) – (R)
- 1971: Liebe (Szerelem) – (R)
- 1974: Macskajáték – (R)
- 1977: Eine sehr moralische Nacht (Egy erkölcsös éjszaka) – (R)
- 1979: Hinter der Ziegelmauer (A téglafal mögött) – (B, R)
- 1980: Circus maximus – (B)
- 1982: Der andere Blick (Egymásra nézve) – (R, B)
- 1982: Die Jäger (aka Deadly Game) – (R)
- 1985: Verheiratet mit einem Star (Lily in Love) – (R)
- 1990: Ungarisches Requiem (Magyar rekviem) – (R, B)
- 1994: Eine Mutter kämpft um ihren Sohn – (R)
- 1997: Dunkle Tage in St. Petersburg (The Gambler) – (R)
- 2000: Kisvilma – Land der Hoffnung (Kisvilma – az utolsó napló) – (P)
- 2003: A long weekend in Pest and Buda (Egy hét Pesten és Budán) – (R)
- 2010: As you are (Így, ahogy vagytok) – (R)